# Camponotus pullatus
Camponotus pullatus är en myrart som beskrevs av Mayr 1866. Camponotus pullatus ingår i släktet hästmyror, och familjen myror. Inga underarter finns listade.